# Elvis Manu
Elvis Manu (* 13. August 1993 in Dordrecht) ist ein in den Niederlanden geborener ghanaischer Fußballspieler, der aktuell beim FC Volendam unter Vertrag steht.

## Verein
Elvis Manu spielte in seiner Jugend für verschiedene Vereine, unter anderem für die Jugendabteilung von Feyenoord Rotterdam. Dort begann er in der Saison 2011/12 auch seine Profikarriere in der Eredivisie und gab sein Ligadebüt am 26. Februar 2012 gegen PSV Eindhoven. Ein Großteil der Zeit, in der er bei Feyenoord Rotterdam unter Vertrag stand, verbrachte er jedoch als Leihspieler bei anderen Vereinen. So wurde er bereits zum Start der Saison 2012/13 mit vier weiteren Spielern an Excelsior Rotterdam in die zweite Liga ausgeliehen. Hier bestritt er im Laufe der Saison 20 Ligaspiele und schoss dabei acht Tore. Zur Saison 2013/14 kehrte Manu wieder zu Feyenoord Rotterdam zurück, wurde jedoch am 9. Januar 2014 erneut verliehen, diesmal innerhalb der Eredivisie an SC Cambuur-Leeuwarden, wo er bis zum Ende der Saison 15 Partien absolvierte und dabei fünf Tore schoss. Nachdem Manu zwei Jahre lang verliehen war, kehrte er zur Saison 2014/15 wieder zu Feyenoord Rotterdam zurück, wo er noch den Rest der Saison verbrachte. Insgesamt bestritt Manu für Feyenoord Rotterdam 32 Spiele und schoss dabei acht Tore.
Zur Saison 2015/2016 wechselte Elvis Manu zu Brighton & Hove Albion in die Football League Championship, der zweiten englischen Liga. Hier bestritt er sein Debütspiel am 19. September 2015 beim 0:0-Unentschieden gegen die Wolverhampton Wanderers. Bisher hatte Manu acht Einsätze für seinen Verein. Am 1. Februar 2016 wurde Manu innerhalb der zweiten Liga nach Huddersfield Town verliehen, wo er einen befristeten Vertrag bis Mai erhielt. Hier gab er am 6. Februar 2016 sein Debüt beim 2:1-Sieg gegen Preston North End.
Zur Saison 2017/18 wurde er vom türkischen Erstligisten Gençlerbirliği Ankara verpflichtet. In dieser Saison erzielte Manu in 24 Spielen vier Tore und wechselte im Sommer 2018 zu Akhisarspor. Er war ein Bestandteil jener Mannschaft die mit den Gewinn des Türkischen Supercups 2018 und der Pokalfinalteilnahme 2018/19 die wichtigsten Erfolge der Vereinsgeschichte realisierte. Nach einem Jahr zog es ihn dann weiter nach China zu Beijing Renhe und 2020 folgte der Wechsel zu Ludogorez Rasgrad in die bulgarische Parwa liga. Dort gewann er 2021 die Meisterschaft sowie den nationalen Superpokal. Im Februar 2022 wechselte er zu Erstligist Wisła Krakau in Polen. Am Ende der Saison kehrte er nach Bulgarien zurück, zu Botev Plovdiv, und wurde für die Rückrunde zum FC Groningen verliehen. Mit dem Abstieg in die Eerste Divisie stieg Manu zum sechsten Mal in 7 Jahren ab. Im Oktober 2023 wechselte er für drei Monate nach Rumänien zu Universitatea Cluj. Anschließend war er bis zum 1. Oktober 2024 vereinslos, bis ihn der heimische Zweitligist FC Volendam unter Vertrag nahm.

## Nationalmannschaft
2008 debütierte Manu international bei den U16-Junioren der Niederlande. Bis 2014 durchlief er dann die U-17, die U-19, die U-20 und die U21-Nationalmannschaft der Niederlande. Insgesamt bestritt er 18 Nachwuchsländerspiele für die Niederlande und schoss dabei zwei Tore. Seitdem er jedoch am 24. Juni 2015 die ghanaische Staatsbürgerschaft annahm, ist er jetzt berechtigt für Ghana zu spielen.

## Erfolge
- Türkischer Superpokalsieger: 2018
- Bulgarischer Meister: 2021
- Bulgarischer Superpokalsieger: 2021